# Alalah–Ugariti Királyság
Az Alalah–Ugariti Királyság, más néven Unki (Unqi, KURun-qi/qa-a-a, vagy URUmeš-ni ša KURun-qi), Hattina (Ḫattina, URUḫa-at-ti-na-a) vagy Pattina (KURPA-ti-na/nu-a[-a]) az észak-szíriai tengerpart mentén több korábbi állam romjaiból keletkező újhettita királyság. A királyság ma használatos neve ellenére Ugarit ősi városa nem játszott jelentősebb szerepet a történelemnek ebben a szakaszában. A név mindössze arra utal, hogy e városok környékére terjed ki az állam befolyási övezete. A sokféle név azért fordul elő az irodalomban, mert a királyság saját neve nem ismert. A Hattina és Pattina inkább a királyi uradalmat jelentette, az Unki az asszír forrásokban használt megnevezés, bár talán közel lehet az igazsághoz, mert az arameusok ʿmk (körülbelül Amka), az egyiptomiak pedig Uniuqa néven  nevezték. Az Alalah–Ugariti Királyság megnevezés azért is terjedhetett el, mert az asszír Unqi, illetve általánosságban Ḫatti megnevezést leszámítva az újhettita (szíriai-arámi) korban nem volt folyamatosan létező megnevezése, i. e. 876-tól a Jahan (Yaḫan) név is használatos.
Nem tévesztendő össze a kaszkák területén négy évszázaddal korábban létező Hattinával, amely Hattuszasztól északkeletre helyezkedett el.

## Előtörténete
Az észak-szíriai térség az egyiptomi XVIII. dinasztia nagy hódításainak koráig általában önálló kereskedőállamok övezete volt, amelyek az észak-afrikai régió, Anatólia és Mezopotámia keresztútján elosztóbázisok és a karavánutak csomópontjai voltak.
A kedvező kereskedelmi pozíció stratégiailag hátrányosnak bizonyult, nemcsak Egyiptom, hanem Hatti és Asszíria is magának próbálta megszerezni a területet. Asszíria az i. e. 2. évezredben kiszorult a vetélkedésből, helyette azonban megjelent Mitanni, de később mégis csak Hatti és Egyiptom ütközőterületévé vált. A későbbi Hattina területén lévő korabeli államok hettita befolyás alá kerültek, Mukist, Niját és Halpát meghódították, Amurrú és Ugarit vazallus királyságok lettek. Mukis és Nija területe a két utóbbihoz került, Halpa Kargamishoz hasonlóan hettita alkirályság lett. Észak-Szíriában az I. Szuppiluliumaszt követő időkben nagyarányú népességcsere történt, a meghódított területekre tömegesen telepítettek hettitákat Anatóliából. Ez etnikailag is megalapozza az „újhettita királyságok” megnevezést, amellett, hogy tovább él bennük a hettita államiság is.
A Hettita Birodalmat belső problémák meggyengítették, majd a tengeri népek végleg elsöpörték. A rövid időre függetlenedő Amka területeit végül a térség egyetlen olyan állama, amelyik töretlen államisággal túlélte a következő évszázadot, Karkemis foglalta el, amelyet ettől kezdve Hattinak neveztek. A megszűnő államiságú hatalmas területen új népek telepedtek le, és az i. e. 11. század vége felé keletről megjelent egy új népesség is, az arameusok. Az arámiak vándorlása további egy évszázadra megakadályozta Asszíriát abban, hogy délnyugat felé terjeszkedjen.

## Története
Az Alalah–Ugarit térségben, az Orontész mentén az i. e. 11–10. század fordulója táján alakult újra független államiság. A tengeri népek vándorlását követő időkben, valamint az arameus vándorlás kezdeti szakaszaiban az Aleppó-Alalah-Ugarit térséget Karkemis uralta, majd az arameusok megszüntették Karkemis befolyását a déli részeken. Karkemis elég erős volt ahhoz, hogy a fent említett vonalon megálljon az észak felé irányuló arameus terjeszkedés. Alalah környékének révén Hattina a legdélebbi valódi újhettita állam. Uralkodói általában hettita eredetű neveket viseltek, hettita királyi címeket vettek fel, az etnikum is részben hettita volt (az északi részen), de a beszélt nyelv már általában arameus. A hettita Labarnasz (Labarnaš) név például Lubarna alakban fordul elő. A főváros Kinalua (vagy Kunulua, KURku/ki-na/nu-li/lu-a), amely azonos Alalah településsel, a korábbi Mukis (ezt is nevezték Amkának) fővárosával. Arameus-kori romjai 500 × 700 méteres, azaz 35 hektáros területen fekszenek. A hattinai korszakot a 0b (i. e. 900–800), 0c (i. e. 800-725) rétegek képviselik.
A hettita-arameus állam kulturálisan sokszínű, több nép által lakott terület volt. Aleppóban szinte tiszta hettita lakosság élt. Alalahban vegyes hettita-arameus, a tengerparthoz tovább közelítve a hettita-arameus lakosságot lassan felváltotta a kánaánita, amelyet épp ez időtől nevez a történettudomány föníciainak.
Hattina teljes története az újjáéledő Asszíria elleni hadakozással telt el, már a 870-es években hatalmas hadizsákmányt vitt el innen az asszír hadsereg, aranyat, ezüstöt, ónt, bronzot, és ezek mellett 1000 ökör, 10 000 juh, lenvászon köpenyek, sőt ágyak kerülnek felsorolásra a győzelmi jelentésben:

„Én Kunulua felé közeledtem a hattinai Lubarna királyi rezidenciájához. Rettenetes fegyvereimtől és vad hadamtól félve megölelte lábamat, hogy mentse életét. Húsz ezüst talentumot és ugyanennyi arany talentumot, 100 talentum ónt, 100 talentum vasat, 1000 szarvasmarhát, 10 000 juhot, 1000 színes vászonruhát, könnyű székeket puszpáng betétekkel, puszpáng ágyakat, betéttel ellátott ágyakat, elefántcsont berakásos asztalokat, saját királyi puszpángbútorait kaptam tőle. Én megbocsátottam neki. Hattina szekereseit és gyalogharcosait átvettem tőle. Vettem túszokat is tőle... És elhagytam a hattinai Lubarna királyi rezidenciáját.”

– II. Assur-nászir-apli

Az i. e. 876. évtől kezdve Hattinát inkább Jahan néven nevezik a források. Ez a névváltozás kapcsolatban áll a 877-es asszír hadjárattal, amelyben Hattina gyakorlatilag megszűnt létezni. Újjá alakulásakor területeket vesztett a Hatarikka és Bít Agúsi összeolvadásával létrejövő Agúsi miatt.
Asszíria mindig is éppen az Orontész torkolatvidéke környékén kívánt kijutni a Földközi-tengerhez, és ide Hattinán keresztül vezetett az út. I. e. 853-ban az asszír hadsereg már egészen közel járt Kinaluához, amikor a karkari csatában a szíriai védelmi koalíció megállította. A karkari csata emlékére állított asszír sztélén az asszirológusok álláspontja szerint nem szerepel Szapalulme, azonban a Bübloszként azonosított KURgu-a nem biztos, hogy Büblosz, mivel azt általában KURgu-ub-la alakban írták. Ezért elképzelhető, hogy nem I. Sipit-Baál küldte a karkari csatába az 500 gyalogost, hanem Szapalulme. Az is lehet, hogy III. Sulmánu-asarídu egyszerűen nem sorolta fel az összes résztvevőt. Más alkalommal is előfordul a feliratain, hogy egyszerűen csak hettita királyok földjéről ír (matḫa-at-ti), nem sorolva fel azokat külön. Ugyanakkor Hatti és annak királya, Szangarasz sem szerepel a sztélén, ezért az is feltehető, hogy a két hettita állam hadserege a csatatértől északra állomásozott, és az asszír kikerülő hadművelet megakadályozása volt a feladatuk. Sulmánu-asarídu évkönyvei alapján a két hettita királyság ugyanis jelentős erőt képviselt.
Lubarnával ellentétben Szapalulme sikerrel védte meg Sulmánu-asarídu első évi hadjáratában (i. e. 859) Alimus várát. Még arról is szó esik, hogy Hattina királyának tartozik hűséggel Bít-Adini (és annak uralkodója, Ahuni), amely terület az Eufrátesztől keletre esik (a korábbi Mitanni, azaz az asszír Hanigalbat térség), vagyis erősen asszír érdekszféra. A tárgyidőszakban az is valószínűnek tűnik, hogy Karkemis is birtokolt az Eufrátesztől keletre eső területeket. Alimus védelménél a szamali Hajja, a kúebeli Kate, a hilakkui Pihirim, a buri Anate Jaszbuk királyok is felsorakoztak.
Szapalulme neve nem kerül elő többet az asszír évkönyvekben, ezért felteszik, hogy legkésőbb a következő évben meghalt. Talán az a pestisjárvány végzett vele, amelyet az asszírok is hazavittek. A hettita évkönyvek alapján Szapalulme 50 évig uralkodott volna (i. e. 908-858), ezért felvetődött az is, hogy az Assur-nászir-apli által említett Lubarnával azonos lehet.
De Asszíria mellett a közvetlen szomszédok is erős ellenfélnek bizonyultak. Mind Dimask (ekkor Ṣôba), Hamát vagy Karkemis önmagában is veszedelmes volt. Amikor éppen nem fenyegetett asszír veszély, a szíriai határmenti csetepaték mindennaposak voltak. A határok gyakran változtak. A szamali Kilamuva halála után például az összes délnyugat-anatóliai és észak-szíriai állam összefogott Hamát ellen, és önállóan kötöttek szövetséget Urartuval.
Hamát Hattinának közvetlen déli szomszédja volt, és az i. e. 9. század közepére viszonylag nagyméretű és erős államot hozott létre – asszír segítséggel. Hamát addig is a térség egyik legerősebb állama volt, de Dimask még ellensúlyozni tudta. A karkari csata után Hamát asszír oldalra állt és az asszírok által támogatott Hamátnak már nem volt ellenfele Észak-Szíriában. Erre a fordulatra a fent említett államok Dimaskkal is szövetséget kötöttek. Hamát azonban olyan erősnek bizonyult, hogy II. Zakir, a karkari csatában még Dimask oldalán harcoló Irhuleni utódja a Dimask által is támogatott, sőt III. Barhadad (a karkari szövetséges) által vezetett teljes észak-szíriai koalíciót legyőzte. Ahogyan a szíriai feliratok általában nem említik Hattinát, Zakir felirata sem tér ki rá (összesen hetet említ név szerint), pedig kisebb államokat is felemlít az általa legyőzött 17 uralkodó közül.
Az észak-szíriai koalíció szétesésével Asszíria sorra győzte le a térség államait, az utolsók között i. e. 732-ben Hattinát is. III. Tukulti-apil-ésarra már i. e. 738-as hadjáratában lerombolta Kinaluát. Egykori területén négy asszír tartomány osztozott: Unku, Hatarikka, Kullani és Manszuate.

## A hettita kronológia kérdése
Különös elmélet terjed a hettiták időrendjével kapcsolatban, amelyik a névazonosságra alapozva azt állítja, hogy Szapalulme azonos I. Szuppiluliumasszal. Az elmélet szerint az Unkiban az asszírok ellen sikerrel védekező Szapalulme nem más, mint az Amkában időző Szuppiluliumasz. A 24 évvel korábbi Lubarna név említése csak Szuppiluliumasz királyi címének, a tabarnasznak rontott alakja, valamint Szapalulme hirtelen halála is összevethető Szuppiluliumasz elhunytával (pestis). Ez az elmélet lényegében azt állítja, hogy a Hettita Birodalom hanyatlása és bukása a II. Assur-nászir-aplitól III. Tukulti-apil-ésarra koráig tartott, amely magával vonja azt is, hogy az egyiptomi amarna-periódus is majdnem fél  évezreddel később történt, mint az a hivatalos álláspont állítja. Valamennyire egybevág az elmélet a David Rohl által felállított kronológiai reformjavaslattal.

## Fontosabb települések
- Kinalua, a főváros, uralkodói rezidencia
- Alimus, azonos a korábban Alisar néven ismert településsel (nem tévesztendő össze a Hattuszaszhoz közeli Aliszar várossal)
- Hatatirra
- Hazazu (tidūku ša URUḪazazi)
- Huzarra
- Kullani
- Kulmadara
- Sagillu
- Tak
- Tarmanazi